# Herat (distrikt)
Herat är ett distrikt i Afghanistan. Det ligger i provinsen Herat, i den västra delen av landet. Administrativt centrum är provinshuvudstaden Herat.
Distriktet beräknades år 2022 ha cirka 612 000 invånare.